# Милош Весић
Милош Весић (Темерин, 23. јул 1989) је српски фудбалски голман.

## Каријера
Почео је у најмлађим категоријама Војводине, а онда је са 17 година прешао у ТСК из Темерина. Године 2008. Весић је потписао за прволигаша Нови Сад, где у почетку није имао већу минутажу, али је касније постао стандардан на голу. За Нови Сад је одиграо укупно 62 првенствене утакмице.
У јуну 2011. потписао је уговор на три године са Црвеном звездом. За Црвену звезду је дебитовао 25. октобра 2011. на утакмици осмине финала Купа Србије против Баната, у мечу који је завршен резултатом 1:0 за Звезду. Весић је на тој утакмици добио црвени картон у 75. минуту, кад су већ биле извршене све измене, па је на голу морао да га замени неко од играча.

## Трофеји

### Црвена звезда
- Куп Србије (1) : 2011/12.